# Grunia Sújareva
Grunia Efímovna Sújareva (en ruso: Груня Ефимовна Сухарева; pronunciación en ruso: [ˈɡrunʲə jɪˈfʲiməvnə ˈsuxɐrʲɪvə]; Kiev, Imperio ruso, 11 de noviembre de 1891-Moscú, Unión Soviética, 26 de abril de 1981) fue una psiquiatra infantil soviética, pionera en el estudio del autismo.
Publicó la primera descripción detallada de síntomas de autismo, en ruso en 1925 y en alemán un año más tarde. Inicialmente utilizó el término «psicopatía esquizoide» (significado en su momento: 'excéntrico'), pero más tarde lo reemplazó con «psicopatía autista» (patológico avoidant) para describir el cuadro clínico de autismo. El artículo se publicó casi dos décadas antes de los informes de caso de Hans Asperger y Leo Kanner, mientras el trabajo pionero de Sújareva cayó en el desconocimiento. Fue la primera en dar importancia a un tratamiento no solo psiquiátrico sino educativo, familiar y sistémico de las personas con trastornos del espectro autista (TEA). Al igual que Leo Kanner y a diferencia de Hans Asperger, describió características en ambos géneros, hombres y mujeres, con TEA. De igual manera, Sújareva percibió al autismo como una condición neurobiológica innata, así como también sugirió que el cerebelo, los ganglios basales y los lóbulos frontales podrían estar implicados en el desarrollo del autismo.
Su publicación de 1925 pasó en gran medida desconocida hasta que en 1996 fue traducida al inglés. Parte de esto pudo ser debido al aislamiento soviético y la falta de crédito de Hans Asperger al trabajo de Sújareva por los vínculos del primero al partido nazi y al origen judío de Sújareva.
Para la psiquiatra Irina Manouilenko, quien también tradujo el trabajo de Sújareva al inglés en 2013, asegura que su descripción del autismo en aquella época es muy similar al consenso vigente del DSM-V.

## Vida
Sújareva nació en Kiev, de familia judía de Jaim Faitelevich y Rajil Iosifovna Sújareva. Sújareva nunca tuvo descendencia.
Entre 1917 y 1921 trabajó en un hospital psiquiátrico en Kiev. Desde 1921 trabajó en Moscú y entre 1923-1925 dirigió el Departamento de Psiquiatría en la Universidad de Járkov. En 1935 Sujareva fundó la Facultad de Psiquiatría Pediátrica en el Instituto Central de Posgrado Educación Médica. En 1938 dirigió una clínica de psicosis de la niñez dependiente del Ministerio de Agricultura y Comida (НКЗ РСФСР) de la RSFSR. Durante muchos años trabajó como dirigente de Hospital Psiquiátrico de Kashchenko, en Moscú.